# Siegfried Langgaard
Siegfried (Siegfrid) Victor Langgaard (født 13. juli 1852 i København, død 5. januar 1914 på Frederiksberg) var en dansk pianist og komponist og var far til Rued Langgaard.

## Liv og gerninger
Langgaard var søn af etatsråd J.P. Langgaard. Han blev uddannet på Det Kgl. Danske Musikkonservatorium i årene 1874-76 med bl.a. Edmund Neupert og Johan Christian Gebauer (der i øvrigt var hans onkel) som lærere. I 1878 debuterede han som klaversolist, og i somrene 1878 og 1879 modtog han kortvarig undervisning af Franz Liszt. I 1879 fik han Det anckerske Legat og brugte det bl.a. til rejsen til Weimar, hvor Liszt boede. Efter en kort karriere som pianist blev han klaverlærer på konservatoriet fra 1881 til sin død og opgav efterhånden at optræde offentligt. I 1889 blev han udnævnt til kgl. kammermusikus.
Han er begravet på Frederiksberg Ældre Kirkegård.
Et citat fra ”Lidt om Musikens Mission” anskueliggør nogle af Langgaards holdninger, som hans søn angiveligt adopterede:
"Selvfølgelig hører der først og fremmest en særlig Begavelse til at opfatte Musiken; men har man denne Begavelse, saa hører man dog ikke fuldt ud rigtigt før man er et omvendt og troende Menneske, det vil sige, naar man staar i det rigtige Forhold til selve Kunstens Ophav, til Gud."
(Weekendavisen 05.07.2002)

## Familie
Siegfried blev i 1881 gift med pianistinden Emma Foss, der var datter af grosserer Holger T. Foss og Wilhelmine Conradine f. Hornung, datter af pianofabrikant Conrad Christian Horning. De fik sønnen Rued Langgaard.

## Værkliste
Ud over en del sange og klaverstykker skrev Siegfried Langgaard to mindre musikfilosofiske skrifter og efterlod sig et større upubliceret værk.:
- Lidt om Tonekunstens Mission etc., 2-3. Om Kunstarternes Samklang i Verdensharmonien etc. (udgivelsesår ukendt, men sikkert før 1900)
- Lidt om Musikens Mission, til Opfattelse af Tonemestrene og deres Værker, populært, improviserende fremstillet for Lægfolk (1901)

### Klaverkoncerter
- Klaverkoncert i e-mol (partitur 1885 – klaverudtog 1887)

### Sange
- Aftenstemning (mandskor – tekst: Jørgen Moe)
- Auf dem Berge (sang)
- Bryllupskvad (sang – 1898)
- Digtergaver (tekst: Chr. K.F. Molbech)
- Drei Lieder
- En Aften ensom gik jeg nys
- Fire smaa erotiske Sange
- Flag-Sang (1893)
- Lieder mit Klavier nr. 1-6
- Moders Sange (tekst: Rolf Harboe)
- Sange af nordiske Digtere

### Klaverstykker
- 3 Klaverstykker
- Andante funebre
- Capriccio
- Chanson d'Amour
- Consolation
- Efteraar, Sonate alla fantasia
- Elégie
- Et eventyr (Märchen)
- Etude
- Fantasia appassionata
- Gammelt minde
- Gammel Vise
- Galop des bacchantes
- Gavotte nr. 1 i A-dur
- Gavotte nr. 2 i e-mol
- Idyl
- Impromptu pour piano
- Marche
- Melodie
- Menuet ?
- Menuetto antico
- Seks klaverstykker. op. 8 (1893)
- Serenade
- Spillemænd/Dorfmusikanten
- Polonæse i f#-mol
- Romantisk Fantasi (se noden)
- Sommerhilsen (Sommergruss)
- Studie für die linke Hand (1893) (se noden)
- To Elegier (Skoven sukker, Taarer)
- Valkyrie
- Valse Caprice
- Valse elégiaque
- Valse espagnole
- Vuggesang (Wiegenlied)

### Omarbejdelser af hans musik
Rued Langgaard omarbejdede og færdiggjorde en del af sin fars musik:
- Bølge mod kyst (klaver – instrumenteret for orkester af Rued Langgaard 1915)
- Jul – Præludium (ved Rued Langgaard 1938)
- Pinse – Præludium (ved Rued Langgaard 1938)
- Klaverkoncert "Fra Arild" (endelig version ved Rued Langgaard 1938)
- Vor gamle jord (soli, bl. kor, klaver og orkester ved Rued Langgaard 1939)
- Klaverkoncert (nr. 1) "Rosa trista" (ved Rued Langgaard 1940)